# Семідинове перегрупування
Семідинове перегрупування (рос. семидиновая перегруппировка, англ. semidine rearrangement) — напівбензидинове перегрупування заміщених гідразобензенів, що полягає в утворенні о- або п-заміщених дифеніламінів (семідинів) у сильнокислих середовищах.
(м-R)(о-NH2
)С6H3–NH–C6H5← п-R–C
6H4–NH–NH–C6H5→
→ п-R–C6H4–NH–C6H4–NH2-п